# Mabuya chapaensis
Mabuya chapaensis är en ödleart som beskrevs av  Bourret 1937. Mabuya chapaensis ingår i släktet Mabuya och familjen skinkar. Inga underarter finns listade i Catalogue of Life.